# Nederlands 3×3-basketbalteam (mannen)
Het Nederlands nationaal 3×3-basketbalteam is een team van 3×3-basketballers dat Nederland vertegenwoordigt in internationale wedstrijden. Het team staat onder verantwoordelijkheid van de Nederlandse Basketball Bond. Het team won goud tijdens de Olympische Zomerspelen van 2024 en zilver tijdens de wereldkampioenschappen van 2017 en 2018.

## Olympische Spelen
| Jaar        | Plaats | WG | W  | V | Spelers                                   |
| ----------- | ------ | -- | -- | - | ----------------------------------------- |
| 2020 Tokio  | 5e     | 8  | 4  | 4 | Bekkering, Van der Horst, Slagter, Voorn  |
| 2024 Parijs | Goud   | 9  | 7  | 2 | Driessen, Van der Horst, Slagter, De Jong |
| Totaal      | 2/2    | 17 | 11 | 6 |                                           |

## Wereldkampioenschappen
| Jaar             | Plaats              | WG                  | W                   | V                   | Spelers                                    |
| ---------------- | ------------------- | ------------------- | ------------------- | ------------------- | ------------------------------------------ |
| 2012 Athene      | niet gekwalificeerd | niet gekwalificeerd | niet gekwalificeerd | niet gekwalificeerd | niet gekwalificeerd                        |
| 2014 Moskou      | 21e                 | 5                   | 1                   | 4                   | Frimpong, Jobse, Sow, Trommelen            |
| 2016 Guangzhou   | 6e                  | 5                   | 3                   | 2                   | Jobse, Pinas, Rozendaal, Van Vilsteren     |
| 2017 Nantes      | 2e                  | 7                   | 6                   | 1                   | Jobse, Schelvis, van Vilsteren, Rozendaal  |
| 2018 Bocaue      | 2e                  | 7                   | 5                   | 2                   | Jobse, Roijé, Van Vilsteren, Van der Horst |
| 2019 Amsterdam   | 11e                 | 4                   | 2                   | 2                   | Roijé, Van der Horst, Jobse, Van Vilsteren |
| 2022 Antwerpen   | 5e                  | 5                   | 4                   | 1                   | Jaring, Slagter, Van der Horst, Voorn      |
| 2023 Wenen       | 5e                  | 5                   | 4                   | 1                   | Driessen, De Jong, Slagter, Van der Horst  |
| 2025 Ulaanbaatar | 9e                  | 5                   | 3                   | 2                   | Alberts, Driessen, De Jong, Van der Horst  |
| Totaal           | 8/9                 | 38                  | 24                  | 14                  |                                            |

## Europese kampioenschappen
| Jaar           | Plaats              | WG                  | W                   | V                   | Spelers                                      |
| -------------- | ------------------- | ------------------- | ------------------- | ------------------- | -------------------------------------------- |
| 2014 Boekarest | niet gekwalificeerd | niet gekwalificeerd | niet gekwalificeerd | niet gekwalificeerd | niet gekwalificeerd                          |
| 2016 Boekarest | 3e                  | 5                   | 4                   | 1                   | Jobse, Schelvis, Van Tongeren, Van Vilsteren |
| 2017 Amsterdam | 7e                  | 3                   | 1                   | 2                   | Jobse, Schelvis, Van Vilsteren, Rozendaal    |
| 2018 Boekarest | niet gekwalificeerd | niet gekwalificeerd | niet gekwalificeerd | niet gekwalificeerd | niet gekwalificeerd                          |
| 2019 Debrecen  | 12e                 | 2                   | 0                   | 2                   | Jobse, Roijé, van Vilsteren, Van der Horst   |
| 2021 Parijs    | 6e                  | 3                   | 1                   | 2                   | Driessen, Jaring, Slagter, Van der Horst     |
| 2022 Graz      | 3e                  | 5                   | 4                   | 1                   | Driessen, Jaring, Slagter, Van der Horst     |
| 2023 Jeruzalem | 6e                  | 3                   | 1                   | 2                   | Jaring, Slagter, De Jong, Van der Horst      |
| 2024 Wenen     | 5e                  | 3                   | 2                   | 1                   | Jaring, Slagter, De Jong, Driessen           |
| Totaal         | 7/9                 | 24                  | 13                  | 11                  |                                              |